# 布雷特·麦克卢尔
布雷特·达拉斯·麦克卢尔（英語：Brett Dallas McClure，1981年2月19日—），生于雅基馬，美国男子竞技体操运动员。他曾联同队友获得2004年夏季奥运会体操比赛男子团体全能银牌。